# 田辺緑
田辺 緑（たなべ みどり、1930年（昭和5年）8月25日 - 2016年（平成28年）1月1日）は、日本のピアニスト。
東京藝術大学名誉教授。くらしき作陽大学客員教授。四国大学客員教授。東京都出身。

## 生涯
東京都出身。東京音楽学校（現在の東京芸術大学）を卒業後、同学校で講師で務め、その傍らに都内でピアノリサイタルを開くなど演奏活動を行った。これまでに東京芸術大学名誉教授に就任したほか、くらしき作陽大学客員教授と四国大学客員教授を歴任。
教え子には桐朋学園大学教授の奈良場恒美、フランクフルト国立音楽大学講師の川口さやか、洗足学園大学助教授の渡部由記子、ドイツ国立カールスルーエ音楽大学講師の川勝泉など、多くのピアニストを輩出している。
2016年（平成28年）1月1日、死去。享年85。

## 参加作品
| 発売日         | タイトル                                  | レーベル                                 |
| -------------- | ----------------------------------------- | ---------------------------------------- |
| 1991年12月21日 | フルートの至芸（吉田雅夫）                | ビクターエンタテインメント               |
| 2006年3月1日   | 平成18〜21年度用 中学校音楽科教科書教材集 | コロムビアミュージックエンタテインメント |